# The Legendary Hero Is Dead!
«Легендарний герой помер!» (яп. 勇者が死んだ! 村人の俺が掘った落とし穴に勇者が落ちた結果。, Yūsha ga Shinda! Murabito no Ore ga Hotta Otoshiana ni Yūsha ga Ochita Kekka) — манґа, написана й проілюстрована Субаруїті. Вона виходила на сайті Ura Sunday та в додатку MangaOne від Shogakukan з грудня 2014 по грудень 2020 року, а її розділи зібрані у двадцять томів танкобонів. Аніме-адаптація від студії Liden Films транслювалася з квітня по червень 2023 року.

## Синопсис
Сіон Блейден запечатав Короля Демонів і його армію біля Брами Пекла. Тепер, коли Король Демонів ось-ось відродиться, Сіон знову вирушає в бій, щоб зіткнутися зі своїм заклятим ворогом. На жаль, він гине, потрапивши в яму з пасткою, яку викопав фермер Тоука Скотт, намагаючись захиститися від демонів. Не маючи іншого виходу, некромантка Анрі Хейсворт переселяє збочену душу Тоуки в мертве тіло Сіона, щоб той видавав себе за героя. Разом із подругою дитинства Тоуки Юною Юніс ця дивна трійця змушена прийняти виклик і запечатати Брами Пекла.

## Персонажі
Тоука Скотт (яп. トウカ・スコット, Tōka Sukotto)
Сейю: Ватару Като, Шун'ічі Токі
Звичайний фермер, якого змусили видавати себе за героя Сіона після того, як його пастка випадково вбила героя. Його душу витягли й помістили в тіло Сіона, доки він зрештою сам не став наступним героєм.
Сіон Блейдан (яп. シオン・ブレイダン, Shion Bureidan)
Сейю: Шун'ічі Токі
Герой, чия випадкова смерть змусила некромантку Анрі переселити душу Тоуки в його тіло. Пізніше з'ясувалося, що він насправді вчинив самогубство через важкі травми, отримані за свою подорож і скоїв найгірший злочин, незавершено запечатавши Брами Пекла, щоб врятувати Анрі.
Анрі Хейсворт (яп. アンリ・ヘイズワース, Anri Heizuwāsu)
Сейю: Аяна Такетацу
Некромантка-невдаха, напарниця Сіона Блейдана, що походить з роду некромантів, чиї предки були людьми, які опинилися в Демонському світі. Використала свою силу, щоб витягти душу Тоуки Скотта і помістити її в тіло Сіона.
Юна Юніс (яп. ユナ・ユニス, Yuna Yunisu)
Сейю: Хібіку Ямамура
Подруга дитинства Тоуки, яка мріяла стати магом, проте її надлюдська сила та повна відсутність магічних здібностей її засмучували. Спочатку відчувала почуття до Сіона і постійно критикувала Тоуку, але згодом закохалася в останнього. Через своє колишнє ставлення до нього Тоука цього не визнавав, про що вона одразу пошкодувала.
Маргеріт Фаром (яп. マルグリット・ファロム, Maruguritto Faromu)
Сейю: Юріка Кубо
Принцеса, яка закохалася в Тоуку і стала суперницею Юни в коханні.
Кайл Осмент (яп. カイル・オズメント, Kairu Ozumento)
Сейю: Юічі Накамура
Колишній напарник Сіона, який намагається заволодіти його тілом.
Міллі Юніс (яп. ミリィ・ユニス, Mirī Yunisu)
Сейю: Сакура Шінфуку
Молодша сестра Юни.
Есель Боргнін (яп. エセル・ボーグナイン, Eseru Bōgunain)
Сейю: Охара Саяка
Воїтелька, яка допомагає Тоуці в його подорожі.
Беларко (яп. ベラーコ, Berāko)
Сейю: Ватару Хатано
Списоносець, який також допомагає Тоуці в його подорожі.
Айзек Ґарднер (яп. アイザック・ガードナー, Aizakku Gādonā)
Сейю: Такаші Аокі
Наставник Маргеріт.
Ліланд Толлман (яп. リーランド・トールマン, Rīrando Tōruman)
Сейю: Чікахіро Кобаяші
Божевільний учений із рентгенівським зором. Планував створити армію нежиті з людей.
Фрідріх Норштейн (яп. フリードリヒ・ノルシュテイン, Furīdorihi Norushutein)
Сейю: Кеншьо Оно
Некромант, який ненавидить людей.
Дієго Валентайн (яп. ディエゴ・ヴァレンタイン, Diego Varentain)
Сейю: Шінтаро Асанума
Некромант, який ненавидить людей.

## Медіа

### Манґа
Написана та проілюстрована Субаруїті, манґа «Легендарний герой помер!» виходила на сайті Ura Sunday і в додатку MangaOne від Shogakukan з 16 грудня 2014 по 14 грудня 2020 року. Від травня 2015 до березня 2021 було випущено двадцять томів танкобонів. У Південно-Східній Азії серія ліцензована Shogakukan Asia.
Продовження під назвою «Легендарний герой помер! Арка Країни Богів» (яп. 勇者が死んだ！ 神の国編, Yūsha ga Shinda! Kami no Kuni-hen) почало виходити в додатку MangaOne 9 травня 2022 року. Перший том було випущено 17 березня 2023 року.

#### Список томів
| №  | Дата виходу       | ISBN                   |
| -- | ----------------- | ---------------------- |
| 1  | 12 травня 2015    | ISBN 978-4-09-126139-7 |
| 2  | 11 вересня 2015   | ISBN 978-4-09-126434-3 |
| 3  | 12 листопада 2015 | ISBN 978-4-09-126628-6 |
| 4  | 12 лютого 2016    | ISBN 978-4-09-127023-8 |
| 5  | 12 травня 2016    | ISBN 978-4-09-127258-4 |
| 6  | 9 вересня 2016    | ISBN 978-4-09-127380-2 |
| 7  | 12 січня 2017     | ISBN 978-4-09-127477-9 |
| 8  | 12 квітня 2017    | ISBN 978-4-09-127585-1 |
| 9  | 10 серпня 2017    | ISBN 978-4-09-127747-3 |
| 10 | 10 листопада 2017 | ISBN 978-4-09-128016-9 |
| 11 | 12 березня 2018   | ISBN 978-4-09-128158-6 |
| 12 | 12 липня 2018     | ISBN 978-4-09-128410-5 |
| 13 | 12 жовтня 2018    | ISBN 978-4-09-128634-5 |
| 14 | 19 грудня 2018    | ISBN 978-4-09-128730-4 |
| 15 | 12 квітня 2019    | ISBN 978-4-09-129099-1 |
| 16 | 19 серпня 2019    | ISBN 978-4-09-129383-1 |
| 17 | 10 січня 2020     | ISBN 978-4-09-129538-5 |
| 18 | 12 травня 2020    | ISBN 978-4-09-850110-6 |
| 19 | 12 жовтня 2020    | ISBN 978-4-09-850293-6 |
| 20 | 18 березня 2021   | ISBN 978-4-09-850483-1 |

### Аніме
Аніме-адаптацію було анонсовано 28 квітня 2022 року. Виробництвом займалася Liden Films, режисером став Ріон Кудзьо, сценарії курував Ю Сато, дизайн персонажів розробив Йосуке Ябумото, а дизайн монстрів і реквізиту — Акіто Фудзівара. Музику склали Кана Утатане, Юкі Нара, Ямадзо та MOKA☆ (група, до якої входять Кайо Коніші та Юкіо Кондо). Серіал транслювався з 7 квітня по 23 червня 2023 року на Tokyo MX і BS11. Опенінґ «Shinda!» (яп. 死んだ！, досл. «Мертвий!») у виконанні Масайоші Оїші, а ендонінґ «Kawaikutte Ijiwaru Shichau» (яп. 可愛くって意地悪しちゃう, досл. ««Такий милий, що аж хочу бути злою»») у виконанні Юріки Кубо. Аніме було ліцензоване Crunchyroll за межами Азії та Muse Communication у Південній і Південно-Східній Азії.

#### Список серій
| № серії | Назва серії                                                                                 | Режисер(и)                       | Сценарист(и) | Режисер(и) анімації | Оригінальна дата показу |
| ------- | ------------------------------------------------------------------------------------------- | -------------------------------- | ------------ | ------------------- | ----------------------- |
| 1       | «Легендарний герой помер?!» Транслітерація: «Yūsha ga Shinda!?» (яп. 勇者が死んだ！？)      | Ріон Кудзьо                      | Ю Сато       | Ріон Кудзьо         | 7 квітня 2023           |
| 2       | «Легендарний герой-самозванець» Транслітерація: «Nise no Yūsha» (яп. 偽の勇者)              | Фуміо Маезоно                    | Ю Сато       | Ріон Кудзьо         | 14 квітня 2023          |
| 3       | «Легендарний герой - скелет!» Транслітерація: «Yūsha ga Hakkotsuka!» (яп. 勇者が白骨化！)   | Сота Йокоте                      | Ю Сато       | Ріон Кудзьо         | 21 квітня 2023          |
| 4       | «Легендарний герой і наречена» Транслітерація: «Hanayome to Yūsha» (яп. 花嫁と勇者)         | Масахіко Ватанабе                | Ю Сато       | Кацуюкі Кодера      | 28 квітня 2023          |
| 5       | «Легендарний герой відроджується» Транслітерація: «Fukkatsu no Yūsha» (яп. 復活の勇者)      | Казуя Фуджісіро                  | Ю Сато       | Кацуюкі Кодера      | 5 травня 2023           |
| 6       | «Легендарний герой - дівчина» Транслітерація: «Nyotaika Yūsha» (яп. 女体化勇者)             | Такахіро Танака                  | Ю Сато       | Масаюкі Такахаші    | 12 травня 2023          |
| 7       | «Новий легендарний герой» Транслітерація: «Arata na Yūsha» (яп. 新たな勇者)                 | Рьота Карасава                   | Ю Сато       | Кацуюкі Кодера      | 19 травня 2023          |
| 8       | «Легендарний герой - студент!» Транслітерація: «Yūsha ga Deshi!» (яп. 勇者が弟子！)         | Тецуя Ендо                       | Ю Сато       | Ясуші Томода        | 26 травня 2023          |
| 9       | «У минуле легендарного героя» Транслітерація: «Yūsha Kako e» (яп. 勇者過去へ)               | Кейсуке Нісідзіма Йошіфумі Суеда | Ю Сато       | Ріон Кудзьо         | 2 червня 2023           |
| 10      | «Рейд легендарного героя» Транслітерація: «Sennyū Yūsha» (яп. 潜入勇者)                     | Казуя Фуджісіро                  | Ю Сато       | Кацуюкі Кодера      | 9 червня 2023           |
| 11      | «Легендарний герой б'ється на смерть!» Транслітерація: «Yūsha ga Kettō!» (яп. 勇者が決闘！) | Кодзі Арітомі Рьота Карасава     | Ю Сато       | Кацуюкі Кодера      | 16 червня 2023          |
| 12      | «Легендарний герой - це дует!» Транслітерація: «Yūsha ga Futari!» (яп. 勇者が二人！)        | Ріон Кудзьо                      | Ю Сато       | Ріон Кудзьо         | 23 червня 2023          |